# Kai Chosrau (Mythologie)

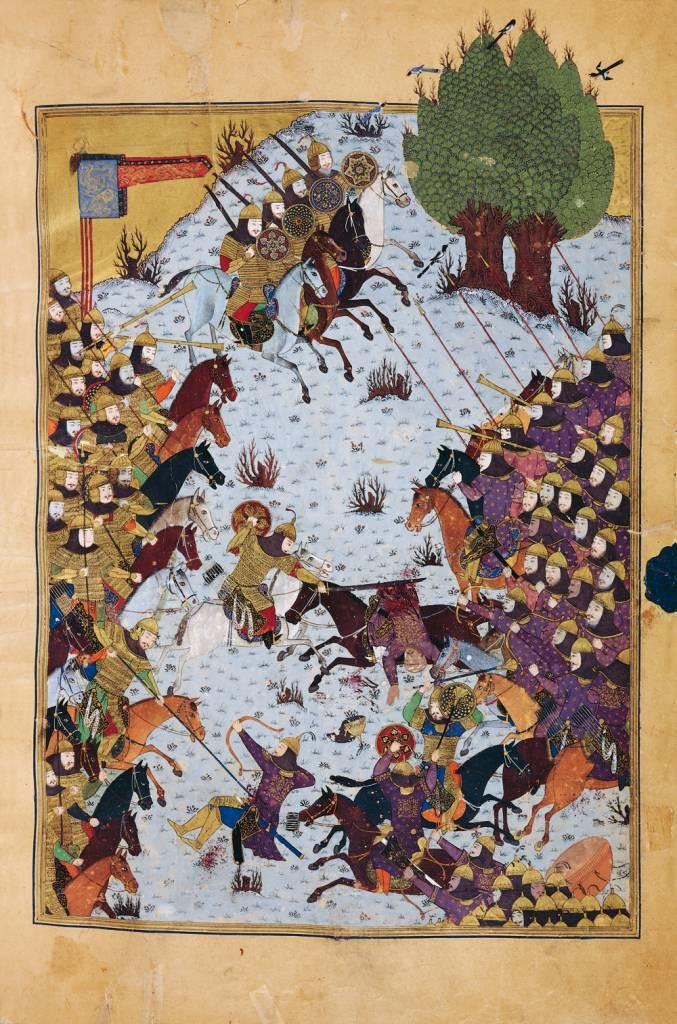
Kai Chosrow zieht mit seiner Armee gegen Afrasiab. Eine Illustration der Schāhnāme aus dem Jahr 1430.

Kai Chosrau oder Kai Chosrou (persisch کیخسرو), auch Kai Xosrau, war der siebte König des heroischen Zeitalters. Er stammt aus dem mystischen Geschlecht der iranischen Kayaniden und ist eine bedeutende Figur in Ferdosis Schāhnāme. Er war der Sohn des Siyawasch und mütterlicherseits der Enkel des turanischen Königs Afrasiab. Ähnlichkeiten zwischen Ferdosis Geschichte von Kai Chosrau in Schāhnāme und der Kyros-Legende legen den Schluss nahe, dass Kai Chosrau mit Kyros II. identisch sein könnte.

## Kai Chosrau in Schahname
Kai Chosrau (bei Rückert Kei Chosro) kam nach dem Tod seines Vaters Siyawasch auf die Welt und wurde in die Obhut von Hirten vom Berg „Kalur“ in der Nähe von Bamiyan gegeben. Schon als siebenjähriges Kind konnte er Pfeil und Bogen benutzen. Mit zehn Jahren zeigte er keine Angst vor Tigern oder Löwen. Kai Chosrau wurde später von Gew, dem Schwiegersohn von Rostam, in Turan gesucht und mit seiner Mutter zurück in den Iran gebracht. Gews Vater, Guderz, sah in einem Traum, dass der Erbe der Kayaniden, Kai Chosrow, im Lande Turan lebte. 

„In Turan ein Schah ist jung und froh,
Der ist genannt Schah Kei Chosro,
Der aus Sijawusch’ Lenden kam,
Ein Fürst von Tugend und edlem Stamm.
Der edle stammt von Keikobad
Und Tur von der Mutter zu Ahnen hat.“

Kai Chosrau wurde nach der Rückkehr in den Iran von seinem Großvater Schah Kai Kawus freudig empfangen und zum Thronfolger bestimmt. Schon bald eroberte er die Festung Bahmandiz bei Ardabil und errichtete dort einen Feuertempel. Als Nächstes begann er einen Feldzug gegen Turan, um Rache für seinen Vater Siywasch und zu nehmen. Trotz einer anfänglichen Niederlage konnte er später König Afrasiab umzingeln und töten.
Ferdosi räumt im Schāhnāme dem Bericht von dem lang andauernden Krieg zwischen Iran und Turan breiten Raum ein. Kai Chosrau findet erstmals in Sage XVI Erwähnung. In Sage XVII wird dann der erste Krieg Kai Chosraus gegen Afrasiab geschildert. In den folgenden Sagen wird von den weiteren Auseinandersetzungen zwischen Iran und Turan berichtet. Die endgültige Niederlage Afrasiabs wird in Sage XXIV erzählt. In Sage XXV schildert Ferdosi dann den Tod des Schahs Kai Kawus, des Großvaters von Kai Chosrau, die Thronbesteigung Kai Chosraus und seinen mysteriösen Tod.

Nach dem Ende des Krieges mit Afrasiab herrschte Frieden im Reich. Kai Chosrau, inzwischen alt geworden, bestimmte Lorasp zu seinem Nachfolger, verabschiedete sich von allen und begab sich mit seinen Getreuen auf eine Reise ohne Wiederkehr. Unter mysteriösen Umständen verschwand er in der Nacht, nachdem er sich zuvor in einer Quelle gewaschen hatte. 

„Als ein Teil von der Nacht entwich,
Erhob zum Beten Chosro sich.
Im hellen Quell wusch er Kopf und Brust
Und sprach leise dazu Zend Ust.
Dann grüßt’ er die Helden liebevoll:
"Nun lebet mir auf ewig wohl!
Wenn jetzt sich die Sonn’ erhebt im Raum,
Seht ihr mich nimmer als nur im Traum."
 ... 
Als die Sonne vom Berg aufstand,
Der Schah aus den Augen der Fürsten schwand.“